# Geissorhiza juncea
Geissorhiza juncea là một loài thực vật có hoa trong họ Diên vĩ. Loài này được (Link) A.Dietr. miêu tả khoa học đầu tiên năm 1833.